# Johannes Michael Geuenich
Johannes Michael Geuenich (* 23. April 1935 in Morschenich, Kreis Düren; † 26. Juli 2015) war ein deutscher Gewerkschafter und Politiker der SPD.

## Ausbildung und Beruf
Nach dem Besuch der Volksschule absolvierte Johannes Michael Geuenich von 1950 bis 1953 eine Lehre als Dreher. Ab 1957 war er Mitglied der IG Metall. Im Jahr 1964 wurde er Gewerkschaftssekretär bei der IG Metall in Köln. Von 1982 bis 1985 wirkte er als Vorsitzender des DGB-Landesbezirks Nordrhein-Westfalen und in den Jahren 1985 bis 1998 als Mitglied des Geschäftsführenden DGB-Bundesvorstands.
Geuenich wurde am 14. August 2015 nach den Exequien in der Pfarrkirche St. Peter  in Düren-Birkesdorf beigesetzt.

## Politik
Johannes Michael Geuenich war seit 1959 Mitglied der SPD. In den Jahren 1961 bis 1964 war er Mitglied der Gemeindevertretung Birkesdorf und wurde dort auch Fraktionsvorsitzender. Er wirkte in der Amtsvertretung Birkesdorf und im Kreistag in Düren. Geuenich war Mitglied im Rundfunkrat des WDR.
Johannes Michael Geuenich war vom 26. Juli 1970 bis zum 27. Mai 1975 direkt gewähltes Mitglied des 7. Landtages von Nordrhein-Westfalen für den Wahlkreis 016 Köln-Stadt III.

## Ehrungen
Geuenich wurde am 10. Mai 1991 mit dem Verdienstorden des Landes Nordrhein-Westfalen ausgezeichnet.